# Lasioglossum transvaalense
Lasioglossum transvaalense là một loài Hymenoptera trong họ Halictidae. Loài này được Cameron & Cockerell mô tả khoa học năm 1937.